# Reciproční poptávka
Teorie reciproční poptávky je ekonomická teorie, jejímž základem je předpoklad, že vzájemná poptávka po dovozu je klíčová pro konečnou výši mezinárodního směnného poměru. 
Velikost reciproční poptávky závisí na velikosti země a její ekonomické vyspělosti. Na vzájemném obchodu vydělá více ta země, jejíž národní směnný poměr je od mezinárodního směnného poměru relativně více vzdálen. Pouze nachází-li se mezinárodní směnný poměr v relativním středu intervalu, profitují obě země stejně.
Mezinárodní směnný poměr bude pravděpodobně relativně blíže národnímu směnnému poměru větší země vzhledem k větší reciproční poptávce. mezinárodní obchod by měl tedy být teoreticky přínosnější pro menší země, přesněji země s malou poptávkou po zahraničním zboží.